# Virgin Music
Virgin Music（ヴァージン・ミュージック）は、ユニバーサルミュージック（UMJ）内の社内カンパニーにあたるレコードレーベル。
かつて存在した日本のレコード会社・東芝EMI → EMIミュージック・ジャパンのレーベルの一つでもあった。

## 概要
元々は英ヴァージン・レコードの全額出資で設立された「ヴァージン・ジャパン」が元であるが、英EMIによるヴァージン・レコードの買収に伴い東芝EMIに統合され、同社の一レーベルとなった。法人としての「ヴァージン・ジャパン」は合弁先であったポニーキャニオンが買収、メディア・レモラス（1997年に解散）となった。
洋楽のヴァージン・レコードの日本盤の製品番号は「VJ」で始まるが、本レーベルの場合、統合以前は「TO」から始まる（CDの場合「TOCT-」となる）。この「TO」とは東芝EMI（TOSHIBA EMI）の名残。現在は「TY」、「UI」等から始まる。
邦楽のセクションはかつて、Virgin Domestic（二部形式）, Virgin TOKYO, Virgin DCT（DREAMS COME TRUE専用レーベル）の3つのレーベルが存在しており、各セクション毎に運営を行なっていた。
2002年、DREAMS COME TRUEの他社への移籍を機にVirgin DCTは運営を終了。2004年4月1日を以て他3セクションも現在のVirgin Musicに吸収統合された。
その後、RESERVOIR RECORDSが設立されたが、2007年10月を以て本レーベルの傘下（実質的には吸収統合）になる。
2012年、EMIミュージック・ジャパンの親会社の英EMI音楽ソフト部門が米ユニバーサル ミュージック グループに買収されたため、EMIミュージック・ジャパンは2013年3月31日を以て解散。翌4月1日にUMJ一制作部門・EMI Records Japanに集約、Virgin Musicそのものは一旦消滅した。
2014年4月15日、UMJの邦楽レーベルであるEMI RとDelicious Deli Recordsが統合され、Virgin Musicは事実上の復活となった。また同日、Virgin Music内のサブレーベルとしてVirgin Recordsが発足する。同年6月18日よりパッケージにおける制作表記がEMI RとDelicious Deli RecordsからVirgin Musicに全て変更された。また、EMI Rに所属していた全てのアーティストがVirgin Records所属となった。2017年、Delicious Deli Records及びVirgin Recordsの業務を吸収し、両レーベルはVirgin Musicに統合された。

## 所属アーティスト
- ACIDMAN
- THE ALFEE
  - 高見沢俊彦（Takamiy）
- 今井美樹
- 小沢健二
- 吉柳咲良 [3]
- GLIM SPANKY
- 坂本冬美
- shallm [4]
- ストレイテナー
  - ent
  - 633
- Toshl
- 布袋寅泰
- MIYAVI
- MYNAME
- MonsterZ MATE
- ハマいく
- 番匠谷紗衣
- 三浦祐太朗
- KEYTALK
  - 首藤義勝（千也茶丸）
- 横浜流星
- shallm
- SEKAI NO OWARI
- CYBERJAPAN DANCERS
- SHE'S
- そらる
- じん
- Haruka Hummingbird
- Ado
- ファントムシータ
- ファーストサマーウイカ
- ryuchell
- LE SSERAFIM
- LEEVELLES
- 和田アキ子
- Rain Drops
- まいきち
- ボールズ
- 寿君
- 神はサイコロを振らない
- アマランス
- INFINITE
- セレイナ・アン
- エヴァネッセンス
- GYROAXIA
- HAN-KUN
- フーバスタンク
- King of Ping Pong
- 清水美依紗
- meiyo
- Outrage
- 葛葉
- Crystal Kay
- 劇団四季
- シェネル
- SPICY CHOCOLATE
- VAMPS
  - HYDE
- 平手友梨奈[5]
- 竹渕慶
- パンダドラゴン

### Def Jam Recordings
- AK-69
- SWAY
- IO

### 木梨レコード
- 木梨憲武

### HYBE LABELS関連
HYBE LABELS所属のアーティストの所属レコードレーベルは例外を除き全組がVirgin Musicであるため、本節で記述する。所属事務所は（）内に記述。
- &TEAM（HYBE LABELS JAPAN）
- ENHYPEN（BELIFT LAB）
- BTS（BIGHIT MUSIC）
- SEVENTEEN（PLEDISエンターテインメント） - EP『DREAM』のディストリビューションのみ
- TOMORROW X TOGETHER（BIGHIT MUSIC） - Virgin Music傘下のRepublic Recordsに所属

### ディストリビューション
- Rin音（ROOFTOP、デジタル配信のみ）

## 過去に所属していたアーティスト
統合前にEMI RやDelicious Deli Records等に所属していたものを含む。
- IU
- 赤い公園（ユニバーサルJに異動）
- ASHLEY SCARED THE SKY
- ABCHO
- アポカリプティカ
- ANTHEM（ビクターエンタテインメント → Virgin Music → ワードレコーズへ移籍）
- EAST UP LINE STARS
- 池上ケイ
- 諫山実生
- 石嶺聡子
- 175R（活動再開後、EMI Recordsに異動）
- INSPi
- 上原奈美
- 宇多田ヒカル（一時期Foozay Musicに所属）
- うたまろ
- Vlidge
- AOA
- AK（EMI Recordsへ異動）
- N.Flying（FNC RECORDSへ移籍）
- Electrical LOVERS
- ELECTRIC MAMA
- 大黒摩季
- 大竹佑季
- 大貫妙子
- 奥村愛子
- OZROSAURUS
- 小谷美紗子
- 鬼束ちひろ
- 小野リサ
- OBLIVION DUST
- kainatsu
- 片平実
- KAM
- KAME&L.N.K
- 辛島美登里
- geek sleep sheep
- Keyco
- GYZE
- キム・ヒョンジュン
- Kimonos
- 清竜人
- GOBLIN LAND
- COOL DRIVE
- CLIP CRHYMERZ
- GREAT3
- GREAT ADVENTURE
- GLAY
- 好色人種
- 小久保淳平
- こんにちわ＼(^o^)／きらりんぼ☆ハリー！！！
- SAKURA
- ザ・ローカル・バンド（英語版）
- Something ELse
- GQ06
- CTS
- 椎名林檎（EMI Recordsに異動）
  - 東京事変（EMI Recordsへ異動）
- ジェームス・ジラユ
- SION
- SHINee（EMI Recordsに異動）
- Jackson vibe
- Jemapur
- JAMOSA
- THE★SCANTY
- 杉山優奈
- SPIRAL SPIDERS
- Spinna B-ILL
- Splash Candy（Foozay Musicに異動）
- Springs
- three NATION
- 清家千晶
- SEX MACHINEGUNS
  - Anchang
- ZEPPET STORE
- Sou（キングレコードに移籍）
- 高橋幸宏
  - THE BEATNIKS
- 高宮マキ
- 竹内めぐみ
- dustbox
- 太郎
- Cheri
- Changin' My Life
- Chicken Garlic Steak
- 椿
- detroit7
- TWIGY
- drug store cowboy
- DREAMS COME TRUE
- ナイトウィッシュ
- 仲井戸麗市
- ナッシング・モア
- NANASE
- にゃあにゃあず
- NEKO PUNCH
- PERSONZ
- バックチェリー
- ハナエ
- ハネムーン
- 林明日香
- HUNGRY DAYS
- BEE SHUFFLE
- B.D.
- 東田トモヒロ
- HIFANA
- HIM（UNIVERSAL GERMANY）
- 広沢タダシ
- FIRE BALL
- ファイヴ・フィンガー・デス・パンチ
- FoZZtone
- PHONES
- Pupa
- PE'Z
- PENPALS
- BOYS AND MEN（USM JAPANへ異動）
- ボールズ（2017年解散、2020年再結成）
- 星井七瀬
- myco
- マイナスターズ
- MACKA-CHIN
- 茉樹代
- 真木よう子
- MACO（ソニー・ミュージックレコーズへ移籍）
- まこみな
- MASS OF THE FERMENTING DREGS
- 松田亮治
- Matt Cab
- まねきケチャ（日本コロムビアに移籍）
- The Mirraz
- Mumtaz Wonder
- MAKE MY DAY
- 森奥愛
- 森田童子（ポリドール → ワーナー・パイオニア → ワーナーミュージック・ジャパン → ヴァージン、2018年死去）
- 矢井田瞳
- 八代亜紀（2023年死去[6]）
- 山下久美子
- 有里知花
- 遊佐未森
- YOSHI（2022年死去）
- 吉井和哉
- より子
- LOUDNESS
- RADWIMPS （EMI Recordsに異動）
- ラストアイドル
- ラバーキャロッツ
- LUV AND RESPONSE
- ryuchell
- リン・ユーチュン
- ROOM
- LEO今井

etc…